# ابه‌کو
ابه‌کو (انگلیسی: Ebeko) یک قله آتشفشانی در جزایر کوریل کشور روسیه است.